# Bengt Linderberg
Bengt Anders Linderberg, född den 9 september 1928 i Karlskoga, död den 2 oktober 2000 i Västerås, var en svensk ämbetsman.
Linderberg avlade studentexamen 1948, examen vid Örebro handelsgymnasium 1949 och juris kandidatexamen vid Uppsala universitet 1958. Linderberg blev taxeringsinspektör i Södermanlands län 1959, förste länsnotarie i Älvsborgs län 1960, förste taxeringsinspektör där samma år, i Västmanlands län 1962, tillförordnad länsassessor där 1965, ordinarie länsassessor 1967 och länsråd 1971. Han var lagman i Länsrätten i Västmanlands län från 1979 till sin pensionering. Linderberg vilar på Hovdestalunds kyrkogård i Västerås.